# Revenue Recognition
Der Begriff Revenue Recognition (kurz für Revenue Recognition Principle respektive Revenue Recognition Policy) ist eine Form der Umsatzlegung die an das US-GAAP und IFRS angelehnt ist. Die Revenue Recognition (deutsch Umsatzrealisierung) stellt eine besondere Form des Realisationsprinzips, das heißt die Bestimmung des Realisationszeitpunktes, dar und spiegelt sich in ihren „Four Big Rules“ wider:
1. Persuasive evidence of an arrangement exists: Es muss ein überzeugender Beweis für eine Vereinbarung vorliegen. Dies kann in Form von schriftlichen Verträgen, E-Mails oder anderen Dokumenten sein, die die Vereinbarungen zwischen den beteiligten Parteien dokumentieren.
2. Delivery has occurred or services have been rendered: Die Lieferung muss erfolgt sein oder die Leistungen müssen erbracht worden sein. Die vereinbarten Produkte oder Dienstleistungen müssen bereitgestellt worden sein, damit der Umsatz anerkannt werden kann.
3. The amount to recognize as revenue is fixed and determinable: Der anzuerkennende Umsatzbetrag muss feststehen und bestimmbar sein. Dies bedeutet, dass der Betrag, der als Umsatz anerkannt wird, genau berechnet werden kann und nicht von ungewissen Faktoren abhängt.
4. Collectability is reasonably assured (and not-refundable): Die Einziehbarkeit muss sichergestellt sein. Es muss realistisch sein, dass die vereinbarten Zahlungen tatsächlich geleistet werden. Wenn es wahrscheinlich ist, dass die Zahlungen nicht geleistet werden oder auch rückerstattet werden, kann der Umsatz nicht anerkannt werden.

Revenue (Erlöse) sind nach IAS 18.14 im Wesentlichen dann zu erfassen, wenn die mit dem am Eigentum der verkauften Güter verbundenen Chancen und Risiken auf den Käufer übertragen wurden, die Erlöse verlässlich bestimmt werden können sowie ein Nutzenzufluss aus dem Verkauf hinreichend wahrscheinlich ist. Bei Fertigungsaufträgen erfolgt die Realisation entsprechend dem Leistungsfortschritt (Milestones) am Bilanzstichtag (IAS 11).
Hierbei kommt die Percentage-of-Completion-Methode zum Tragen. Woraus sich Folgen für die Umsatzrealisation und Ertragserfassung, Bilanzierungs- und Bewertungsmethoden ergeben.
Durch die Revenue Recognition werden die Dividends (Dividenden), Interest Income (Zinserträge), Royalties (Nutzungsentgelte), Sale of Goods (Verkauf von Waren) und Sale of Services (Verkauf von Dienstleistungen) angesprochen.
Sie hat besondere Bedeutung beim Projektcontrolling, das wiederum durch den Sarbanes-Oxley Act von 2002 an Bedeutung hinzugewonnen hat.

## Revenue Recognition Project
Im Mai 2002 starteten das IASB und das FASB im Rahmen der Konvergenzbemühungen das Revenue Recognition Project. Ziel dieses Projekts ist die Schaffung  einheitlicher Umsatzrealisierungsvorschriften und die Beseitigung von Inkonsistenzen und Schwachstellen der bisherigen Regelungen. Am 24. Juni 2010 wurde der Standardentwurf Revenue from Contracts with Customers veröffentlicht.
Am 14. November 2011 wurde ein überarbeiteter Standardentwurf Revenue from Contracts with Customers veröffentlicht.